# ノッテンスドルフ
ノッテンスドルフ (Nottensdorf) は、ドイツ連邦共和国ニーダーザクセン州のシュターデ郡に属す町村（以下、本項では便宜上「町」と記述する）で、ザムトゲマインデ・ホルネブルクを構成する自治体の一つである。連邦道B73号線沿いに位置する。この集落の周囲は主に耕地、草地、放牧地、森や荒れ野である。

## 歴史
ノッテンスドルフは1270年に初めて文献に記録された。ただしこの文書は行方が分からなくなっており、この町の名前 (Notmestorpe) が記された現存する最も古い史料は1303年の記録である。ノッテンスドルフは昔から1960年頃までは純粋な農村であった。
第二次世界大戦末期の破壊により町の様子は大きく変貌した。それまで多かった藁葺き屋根の家屋は、これ以後、現在見られる新しい建物に建て替えられた。現在、ノッテンスドルフは人気の住宅地で、わずかに特殊な農業経営者、建築関係の会社、飲食店、ホテル、リハビリテーションも可能な医院、2つの老人ホームがあるだけである。

## 行政

### 首長
ノッテンスドルフの町長は2016年からディールク・ハインス (CDU) が務めている。

### 議会
ノッテンスドルフの町議会は11議席からなる。

### 紋章
この町の紋章は、銀地に3本の赤い炎である。
ノッテンスドルフの町政当局は1948年からこの紋章を採用している。デザインはフリッツ・ハースである。

## 文化と見所
1932年にハンス・ムフの墓と記念碑が造られた。大きな岩に「HANS MUCH 1880-1932」と刻まれている。ムフの棺は大きな岩の市手に安置されている。
作家バーバラ・ベルトス＝ヘプナーは、1969年から2006年まで「ベーレンヴィンケルの家」に住んだ。ここにはバルトス＝ヘプナー協会の本部がある。

### 建築
「グーツパルク」に面して古い木組み家屋がある。

### 方言
ノッテンスドルフでは、高地ドイツ語の他に低地ドイツ語もよく話されていた。しかし、これは高齢者が主で、現在ではこの町で低地ドイツ語を話す人はほとんどいなくなっている。

## 引用
1. ↑  Landesamt für Statistik Niedersachsen, LSN-Online Regionaldatenbank, Tabelle A100001G: Fortschreibung des Bevölkerungsstandes, Stand 31. Dezember 2023